# ابرباز
یک ابرباز(به انگلیسی: Superbase) یا ابرقلیا در شیمی عبارت است از ترکیبی به شدت پایه‌ای یا ماده‌ای که میل زیادی به جذب پروتون دارد. یون هیدروکسید قوی‌ترین باز ممکن در محلول آبی است اما بازهایی وجود دارند که بسیار قوی تر از آنند که بخواهند در آب باشند. چنین بازهایی در سنتز آلی بسیار ارزشمندند و در شیمی فیزیک آلی بسیار بنیادی‌اند. بحث ابرباز نخستین بار در دههٔ ۱۸۵۰ مطرح شد.
واکنش‌هایی که با ابرباز کار می‌کنند معمولاً به تکنیک‌های ویژه نیازمندند چون با حضور آب، دی اکسید کربن یا اکسیژن هوا خراب می‌شوند. بهتر است موقع کار با این بازها، هوا راکد باشد و دما پایین باشد. ابربازها اثر خورنده دارند.

## تعریف
تعریف ابرباز در آیوپاک عبارت است از «ترکیبی که خاصیت بازی (قلیایی) بالایی داشته باشد) مانند لیتیم دی‌ایزوپروپیل‌آمید» اما کوبر (Caubère) تعریف دقیق تری ارائه کرده‌است. طبق تعریف او «عبارت ابرباز را تنها باید برای بازهایی به کار برد که از مخلوط دو (یا بیشتر) باز با هم بوجود می‌آیند و بازی با گونه‌ای جدید از ویژگی‌های به ارث برده از بازهای قبلی حاصل می‌شود. عبارت ابرباز به این معنی نیست که باز به صورت ترمودینامیکی یا/و سینماتیکی قوی تر از دیگری است بلکه به این معنی است که یک واکنشگر بازی با ترکیب مشخصات چند باز دیگر پدید آمده است.»

## انواع

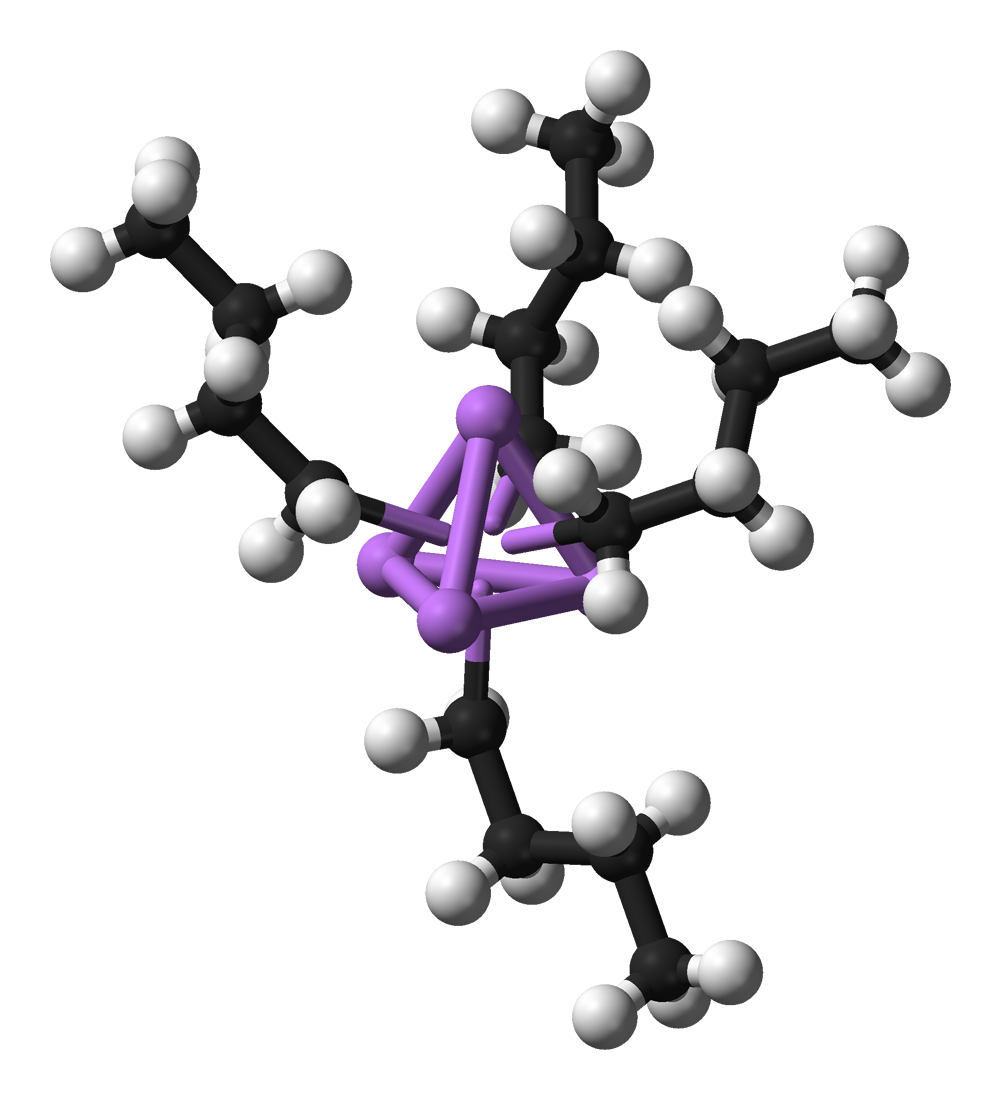
شکل یک ابرباز

سه گونه ابرباز وجود دارد: آلی، آلی فلزی و معدنی.

### آلی
ابربازهای آلی تقریباً همیشه خنثی اند و گونه‌هایی از نیتروژن را در خود دارند. از جمله ابربازهای آلی معروف می‌توان به فسفازن، آمیدین و گوانیدین اشاره کرد.

### آلی فلزی
ترکیب‌های آلی فلزی از فلزهای فعال معمولاً خود، ابربازند. مانند ترکیب‌های لیتیم الی و منیزیم آلی (واکنشگر گرینیارد). ترکیب N-بوتیل لیتیم و پتاسیم ترت-بوتواکسید یکی از ابربازهای معمول است. ترکیب این دو ماده، ماده‌ای ایجاد می‌کند که واکنش پذیری بالاتری از هر دو مادهٔ اولیه به تنهایی دارد و ویژگی‌های نسبتاً دوری از ترت-بوتیل-پتاسیم دارد.

### معدنی
ابربازهای معدنی معمولاً شبیه نمک‌ها هستند با آنیون‌هایی کوچک و به شدت باردار مانند لیتیم نیتریت. فلزهای هیدریدی قلیایی و قلیایی خاکی مانند پتاسیم هیدرید و سدیم هیدرید از آن جمله‌اند. این مواد در تمام حلال‌هایی که اندرکنش کاتیون-آنیون قوی دارند حل ناشدنی اند اما سطح این مواد به شدت واکنش پذیر است و در سنتزها کاربرد دارد.